# Hyperaspis haematosticta
Hyperaspis haematosticta är en skalbaggsart som beskrevs av Henry Clinton Fall 1907. Hyperaspis haematosticta ingår i släktet Hyperaspis och familjen nyckelpigor. Inga underarter finns listade i Catalogue of Life.